# Bataille d'Araouane (2013)
Guerre du Mali
Batailles
La bataille d'Araouane a lieu le 10 décembre 2013 lors de la guerre du Mali.

## Forces en présence
Début décembre, l'armée française lance une opération dans la région de Tombouctou, où beaucoup de mouvements de jihadistes ont été signalés. Une centaine de véhicules et une vingtaine d'hélicoptères sont engagés. Ni les forces maliennes, ni la MINUSMA ne prennent part à l'opération,..
L'opération est conduite par le GTIA Korrigan et le Groupement aéromobile (GAM). La force Serval est alors commandée par le général de division Marc Foucaud, le général de brigade Vincent Guionie est commandant en second et le GTIA Korrigan est quant à lui dirigé par le colonel Hervé Pierre, du 3e régiment d'infanterie de marine (3e RIMa),,.
En décembre, les effectifs français au Mali sont passés à 2 800 hommes. Le 27 novembre, la brigade Serval 2, commandée par le général Laurent Kolodziej et forte de 1 700 est officiellement dissoute.

## Déroulement
Les Français ratissent une zone entre les communes de Bouje-Baya et d'Araouane et attaquent une katiba d'Al-Qaïda au Maghreb islamique. Un officier malien déclare que « les éléments du groupe terroriste se sont battus jusqu'au bout. Au moins 19 éléments du mouvement ont été tués, il n'y a ni blessés, ni morts côté français. » Les Français font également au moins 8 prisonniers. Les djihadistes étaient équipés d'armes légères, certains portaient des ceintures explosives.
Le 15, le ministre français des Affaires étrangères Laurent Fabius confirme le bilan de 19 tués parmi les djihadistes.
L'armée française poursuit son offensive dans les jours qui suivent encore plus au nord, jusque dans la région de Taoudeni,.
La présence probable de plusieurs groupes djihadistes dans cette région, comme le MUJAO ou Al-Mourabitoune, est évoquée ainsi que celle possible de Mokhtar Belmokhtar,,. 
L'armée française annonce que l'opération prend fin le 23 décembre, le bilan est d'une vingtaine de « terroristes » tués tandis qu'un camp d'entraînement djihadiste et deux plots logistiques ont été découverts,. 
Ce camp comportait : une station-service enterrée, des stocks de pièces détachées mécaniques, des pick-ups cachés sous des toits de paille, des caches de médicaments et des champs de tirs. Les djihadistes l'ont évacué trois jours avant l'arrivée des Français.